# Korman Ismaiłow
Korman Jakubow Ismaiłow, bułg. Корман Якубов Исмаилов (ur. 13 września 1972 w Sofii) – bułgarski polityk i ekonomista narodowości tureckiej, parlamentarzysta, lider Partii Ludowej „Wolność i Godność”.

## Życiorys
Został absolwentem szkoły średniej w Sofii, następnie wyjechał do Konyi w Turcji, gdzie skończył studia ekonomiczne. Pracował w sektorze bankowym i jako zastępca redaktora naczelnego pisma „Prawa i Swobodi” wydawanego przez Ruch na rzecz Praw i Wolności (DPS). Od 2006 do 2009 był przewodniczącym organizacji młodzieżowej tej partii, od 2009 do 2013 zasiadał w Zgromadzeniu Narodowym 41. kadencji.
W jej trakcie został wykluczony z DPS, w grudniu 2012 razem z Kasimem Dałem współtworzył Partię Ludową „Wolność i Godność”. Był jednym z inicjatorów powołanego w grudniu 2013 koalicyjnego Bloku Reformatorskiego. Z jego ramienia w przedterminowych wyborach parlamentarnych w październiku 2014 uzyskał mandat posła do Zgromadzenia Narodowego 43. kadencji.